# 馬來西亞—波斯尼亞和黑塞哥維那關係
波斯尼亞和黑塞哥維那－馬來西亞關係是指马来西亚和波斯尼亞和黑塞哥維那（通稱波士尼亞、波赫）之間的關係。两国于1992年12月5日建交。两国均为穆斯林人口占多数的国家，其中，馬來西亞是伊斯兰合作组织的正式成员国，而波斯尼亚和黑塞哥维那则是伊斯兰合作组织的观察员国。

## 政治交流
两国于1992年12月5日建立正式外交关系，馬來西亞是东南亚第一个与波黑建交的国家，南斯拉夫解体后，波黑与南斯拉夫聯邦共和國爆发了波士尼亞戰爭，在此期间，马来西亚政府在战争中支持波斯尼亚并谴责塞爾維亞人基于种族和宗教对穆斯林犯下的种族清洗罪行，而马来西亚首相马哈迪·莫哈末也派遣了一支维和部队前往波黑协助恢复当地秩序，并向伊斯兰合作组织建议对波黑给予援助。此后两国关系友好发展。

### 外交机构

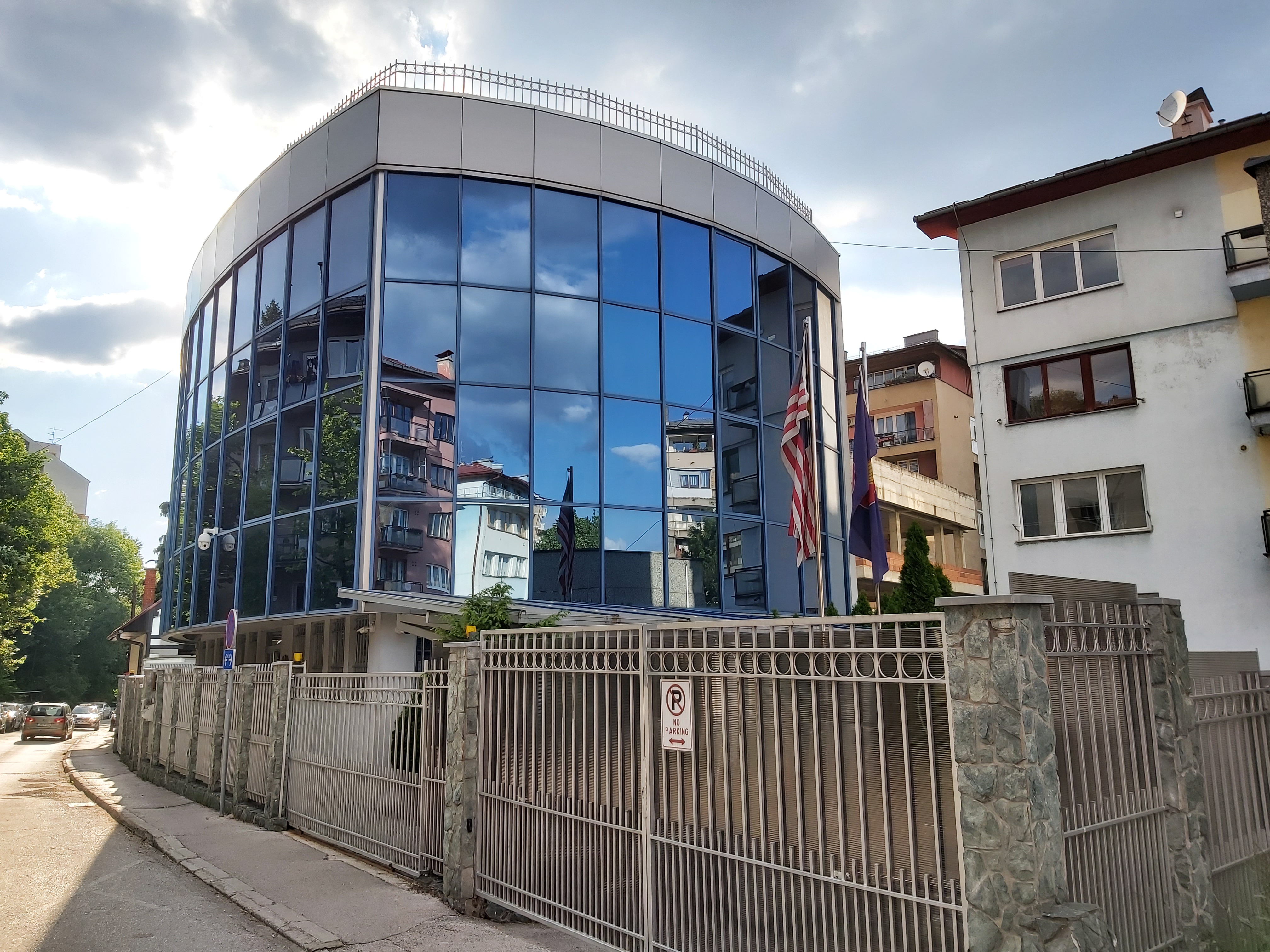
馬來西亞位于萨拉热窝的大使馆

- 马来西亚在萨拉热窝设有大使馆，并兼轄 蒙特內哥羅。[5]

- 在吉隆坡设有大使馆，并兼辖 、 泰國、 越南、 。[6][7][8]

## 经贸关系
馬來西亞与波黑的双边贸易额正在不断增长，馬來西亞主要向波黑出口电子元件等产品，并从波黑进口家具、铝制品等。两国均为穆斯林人口占多数的国家，馬來西亞也在清真领域与波黑有广阔的合作空间，大馬政府也援助波黑建造了一些清真公园，并协助波黑发展农业。此外，至2010年，馬來西亞亦有三家伊斯兰银行在波黑开展业务。

## 旅行与签证

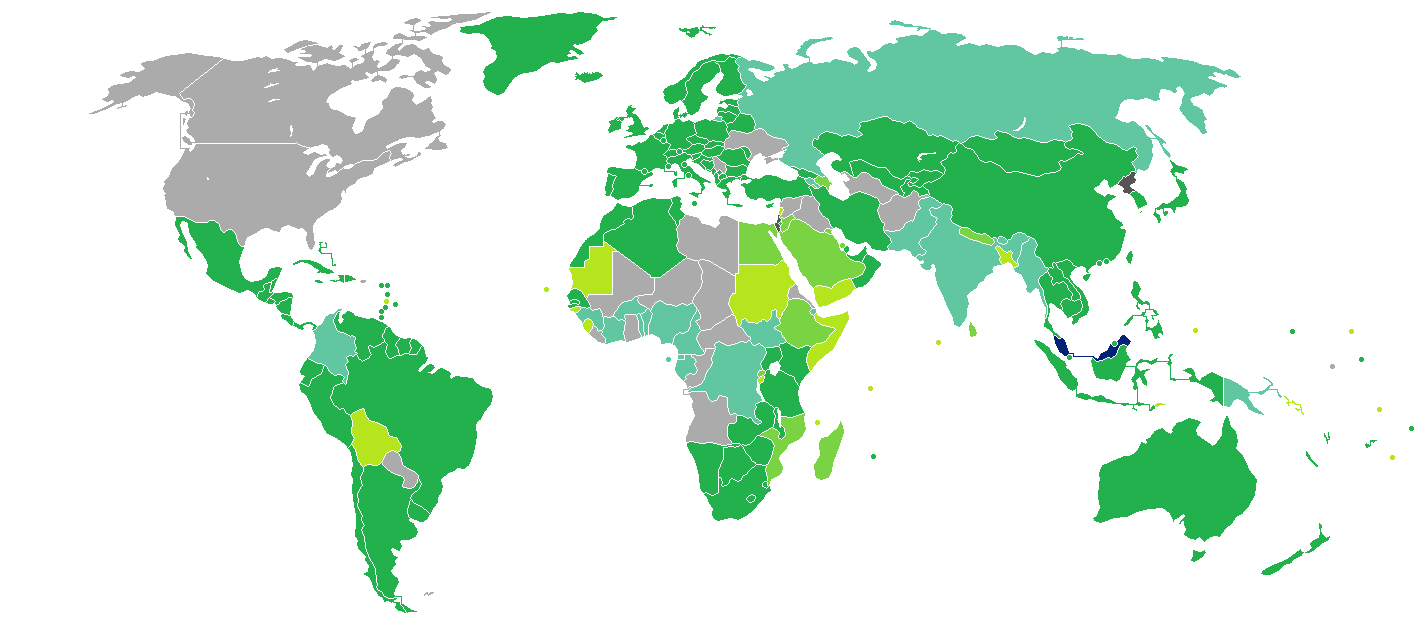
持馬來西亞護照的馬來西亞公民簽證要求分布圖：入境波士尼亞與赫塞哥維納可以免簽證。

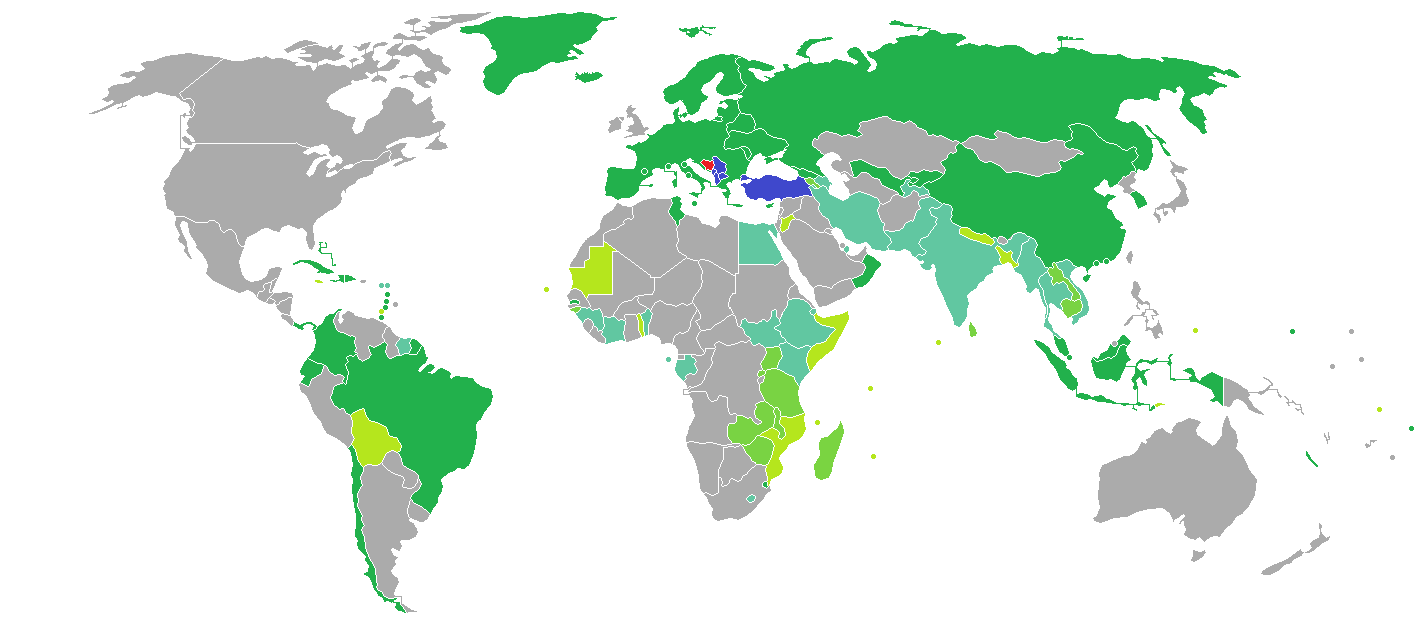
持波士尼亞與赫塞哥維納護照的波赫公民簽證要求分布圖：入境馬來西亞可以免簽證。

两国相互给予对方国家的公民免簽證入境待遇。持馬來西亞護照的馬來西亞公民每180天內可以免签证在波黑停留最多90天，根据波黑法律，所有外籍人士在入境后24小时内必须在就近的警察局登记。而持波士尼亞與赫塞哥維納護照的波赫公民同样享有免签证入境马来西亚的待遇，最多停留90天。